# Lidewij Welten
Pour les articles homonymes, voir Welten.
Lidewij Welten est une hockeyeuse sur gazon néerlandaise née le 16 juillet 1990 à Eindhoven. Elle débute en équipe nationale en avril 2008 au poste d'attaquant (numéro 12) et participe à tous les succès de l'équipe féminine.
Elle fait partie de l'équipe néerlandaise championne olympique en 2008 et en 2012 et vice-championne Jeux de Rio en 2016.
Elle compte, en 2016, 150 sélections pour 47 buts.